# Zhuwang
Zhuwang (kinesiska: 诸往, 诸往镇) är en köping i Kina. Den ligger i provinsen Shandong, i den östra delen av landet, omkring 390 kilometer öster om provinshuvudstaden Jinan. Antalet invånare är 38557. Befolkningen består av 18 450 kvinnor och 20 107 män. Barn under 15 år utgör 8,0 %, vuxna 15-64 år 77 %, och äldre över 65 år 14,0 %.
Zhuwang delas in i:
- 东诸往村
- 西诸往村
- 沟西村
- 田家庄村
- 光明村
- 泊子村
- 招民庄村
- 孙家夼村
- 后店村
- 姚家埠村
- 许家村
- 泊子庄村
- 安夼村
- 唐家村
- 姜格庄村
- 沟留家村
- 冷格庄村
- 大院村
- 流水头村
- 王家疃村
- 凤凰台村
- 李格庄村
- 九龙圈村
- 崖后村
- 口子村
- 王家庄村
- 岳家村
- 东尚山村
- 中尚山村
- 西尚山村
- 上石硼村
- 下石硼村
- 大龙口村
- 二龙口村
- 于家圈村
- 扫帚涧村
- 绕涧村
- 青石楼村
- 东辛庄头村
- 西辛庄头村
- 野房村
- 铁山村
- 垛疃村
- 前进村
- 前夼村
- 马陵村
- 后庄村
- 神童庙村
- 燕山泊村

Genomsnittlig årsnederbörd är 730 millimeter. Den regnigaste månaden är juli, med i genomsnitt 224 mm nederbörd, och den torraste är januari, med 14 mm nederbörd.